# 日本の動物園一覧
日本の動物園一覧（にほんのどうぶつえんいちらん）は、日本国内に存在する動物園を地域ごとにまとめた一覧。

凡例
- は日本動物園水族館協会に加盟する施設を示す。加盟状況は日本動物園水族館協会HP[1]を参照（令和2年6月26日時点のデータ）

## 北海道
- 札幌市円山動物園
- 旭川市旭山動物園
- 釧路市動物園
- おびひろ動物園
- のぼりべつクマ牧場
- サホロリゾート ベア・マウンテン
- 昭和新山熊牧場
- 北きつね牧場
- トナカイ観光牧場
- ビバアルパカ牧場
- ノーザンホースパーク
- ノースサファリサッポロ(2025年9月閉園予定)
- えこりん村
- 釧路市丹頂鶴自然公園
- エミュー牧場
- オホーツクシマリス公園
- 天狗山シマリス公園
- 網走原生牧場観光センター
- 函館公園
- 函館市熱帯植物園
- いわみざわ公園
- ふるさとの森動物館
- なかよし動物園
- 安平町鹿公園
- 鹿牧場
- 稚内市動物ふれあいランド

## 東北
- 弥生いこいの広場
- 盛岡市動物公園
- 岩手サファリパーク
- 秋田市大森山動物園
- 仙台市八木山動物公園
- 芦野児童動物園
- 丹頂鶴自然公園 (鶴田町)
- 八戸公園（こどものくに）
- 合浦公園（動物舎）
- 脇野沢野猿公苑
- Ark館ヶ森
- 北秋田市阿仁マタギの里熊牧場
- 宮城蔵王キツネ村
- 河北町児童動物園
- オーストリッチ展示圃
- 東北サファリパーク

## 関東
- 宇都宮動物園
- 那須どうぶつ王国
- 那須サファリパーク
- 群馬サファリパーク
- 桐生が岡動物園
- 日立市かみね動物園
- 大宮公園小動物園
- 埼玉県こども動物公園
- ハイブリッド・レジャーランド東武動物公園
- 大崎公園 (さいたま市)
- 狭山智光山動物園
- 恩賜上野動物園
- 多摩動物公園
- 井の頭自然文化園
- 大島公園動物園
- 羽村市動物公園
- 江戸川区自然動物園
- 町田リス園
- 足立区生物園
- 千葉市動物公園
- 市川市動植物園
- 市原ぞうの国
- 夢見ヶ崎動物公園  - 神奈川県川崎市
- 野毛山動物園  - 神奈川県横浜市
- 横浜市立金沢動物園  - 神奈川県横浜市
- よこはま動物園ズーラシア  - 神奈川県横浜市
- ジャパンスネークセンター
- 草津熱帯圏
- 世界の名犬牧場
- 華蔵寺公園（バードドーム）
- 高崎公園（動物舎）
- 進雄神社（孔雀舎）
- 沼田公園（動物舎）
- 庚申山ミニ動物園
- ビオスリーHi錠中央公園（小動物園）
- 城之内公園 （小動物園）
- 神津牧場
- 伊香保グリーン牧場
- 嬬恋牧場
- 道の駅ぐりーんふらわー牧場・大胡
- 八幡山公園（動物舎）
- 那須ワールドモンキーパーク
- おさるランド&アニタウン
- ダチョウ王国
- こもれび森のイバライド
- 東筑波ユートピア
- つくばわんわんランド
- 牛久大仏・ふれあい動物公園
- 水海道あすなろの里（ふれあい動物園）
- 鹿島神宮（鹿園）
- 霞ヶ浦どうぶつとみんなのいえ
- 美里オーストリッチファーム
- 深谷花鳥カフェ
- 深谷爬虫類館
- 鴻巣市コウノトリ野生復帰センター
- 北本市子供公園
- 上尾丸山公園（小動物コーナー）
- 市民の森・見沼グリーンセンター（リスの家）
- キャンベルタウン野鳥の森
- 新井牧場
- 加藤牧場
- 宝登山小動物公園
- おがの鹿公園
- 秩父高原牧場
- あらかわ遊園
- なぎさポニーランド
- 板橋区立こども動物園
- 板橋区立こども動物園 高島平分園
- 「食と農」の博物館
- 上千葉砂原公園
- 碑文谷公園
- 高尾山さる園・野草園
- 昭和公園（小動物園）
- マザー牧場
- サユリワールド
- 香取神宮鹿苑
- こうのとりの里
- 高宕山自然動物園
- 浦安市交通公園 （動物広場）
- こどもの国 (横浜市)
- 万騎が原ちびっこ動物園
- 箱根園どうぶつランド だっこして！ZOO！
- 披露山公園（動物舎）
- 相模原市立相模原麻溝公園ふれあい動物広場
- 平塚市総合公園ふれあい動物園
- 長井海の手公園 ソレイユの丘
- ダチョウ牧場スマイルオーストリッチ

## 中部
- 日本平動物園
- 浜松市動物園
- 伊豆アニマルキングダム
- 伊豆シャボテン公園
- 富士サファリパーク
- 熱川バナナワニ園
- 豊橋総合動植物公園（のんほいパーク）
- 東山動植物園
- 豊田市鞍ケ池公園
- 岡崎市東公園動物園
- 大町山岳博物館
- 楽寿園
- 日本モンキーセンター
- 富山市ファミリーパーク
- 高岡古城公園動物園
- 大町山岳博物館
- 須坂市動物園
- 長野市茶臼山動物園
- 小諸市動物園
- 飯田市立動物園
- 甲府市遊亀公園付属動物園 
(令和9年3月末まで休業)
- いしかわ動物園(金沢サニーランド)
- 鯖江市西山動物園
- 地獄谷野猿公苑
- 長野市城山動物園
- グリーンファームどうぶつひろば
- スエトシ牧場
- 小鳥と小動物の森
- 悠久山小動物園
- 大石小動物園
- 樽ケ橋遊園
- 加茂山公園（リス園）
- 新潟市動物ふれあいセンター
- 新潟県愛鳥センター 紫雲寺さえずりの里
- 山古志アルパカ牧場
- ぴょんぴょんランド
- トキの森公園（佐渡市）
- 稲葉山ふれあい動物広場
- 富山県立山博物館（かもしか園）
- 石川県森林公園（森林動物園）
- 月うさぎの里
- 波勝崎モンキーベイ
- 掛川花鳥園
- iZoo
- KawaZoo
- グリーンピア春日井（動物ふれあい広場）
- 奥飛騨クマ牧場
- 金華山リス村
- リスの森 飛騨山野草自然庭園
- 飛騨高山まつりの森
- 万力公園（ふれあい動物広場）
- 足羽山公園遊園

## 近畿
- 京都市動物園
- ごかつら池どうぶつパーク  [2][3]
- 大阪市天王寺動物園
- 池田市立五月山動物園
- 神戸市立王子動物園
- 姫路市立動物園
- 姫路セントラルパーク
- 神戸どうぶつ王国
- 淡路ファームパーク イングランドの丘
- 和歌山城公園動物園
- アドベンチャーワールド
- 福知山市動物園
- 嵐山モンキーパークいわたやま
- 大内山動物園
- タケガワふれあい動物園
- 南部丘陵公園
- 奈良公園
- うだ・アニマルパーク
- 大阪狭山市立市民ふれあいの里（リス園）
- 大浜公園 (堺市)（猿飼育舎）
- 箕面公園昆虫館
- ニフレル
- ワールド牧場
- 神崎農村公園 ヨーデルの森（兵庫県）
- 神戸市立森林植物園
- 兵庫県立コウノトリの郷公園
- 船越山 るり寺モンキーパーク
- 淡路島モンキーセンター
- のじま動物園
- 龍野公園動物園
- 向島公園
- 橿原市昆虫館

## 中国・四国
- 池田動物園
- 福山市立動物園
- 広島市安佐動物公園
- 周南市徳山動物園
- 秋吉台サファリランド
- 常盤遊園
- 愛媛県立とべ動物園
- とくしま動物園
- 高知県立のいち動物公園
- わんぱーくこうちアニマルランド
- ふれ愛どうぶつ村
- 船方農場
- 渋川動物公園
- 岡山後楽園
- 岡山県自然保護センター
- きびじつるの里
- 蒜山タンチョウの里
- 大田市代官山動物園
- 松江フォーゲルパーク
- 愛宕山公園
- 真教寺公園（動物舎）
- 湊山公園（猿が島）
- 打吹公園（小動物園）
- しろとり動物園
- 銚子渓自然動物園 お猿の国
- 日和佐うみがめ博物館カレッタ
- 野間馬ハイランド
- 大堂お猿公園

## 九州・沖縄
- 福岡市動植物園
- 大牟田市動物園
- 到津の森公園
- 久留米市鳥類センター
- 海の中道海浜公園動物の森
- 九十九島動植物園（佐世保市亜熱帯動植物園）
- 九州自然動物公園アフリカンサファリ
- 長崎バイオパーク
- 熊本市動植物園
- 宮崎市フェニックス自然動物園
- 鹿児島市平川動物公園
- 沖縄こどもの国
- ネオパークオキナワ（名護自然動植物公園）
- ひびき動物ワールド
- 北九州市立総合農事センター
- ピクニカ共和国
- 宮ZOO
- だざいふ遊園地なかよしどうぶつらんど
- のこのしまアイランドパークミニ動物園
- トリアスふれあい動物園
- 阿蘇カドリー・ドミニオン
- 阿蘇ファームランドふれあい動物王国
- 南阿蘇ふれあい動物園フェアリーテール
- 月廻り公園
- グリーンランドワンちゃんとゆかいな動物広場
- 四季の里旭志
- 串間いちご畑ゆめ牧場
- ふれあい動物園 ダチョウ園
- 神野公園（小動物園）
- メルヘン村
- りんちゃん牧場ふれあいパーク
- 唐比ふれあい牧場
- 大崎くじゃく園
- 長崎公園（どうぶつひろば）
- 山地獄
- 別府ラクテンチどうぶつコーナー・バードパーク
- 高崎山自然動物園
- くじゅう自然動物園
- わんわん花みち園
- 長崎鼻パーキングガーデン
- 鹿屋市小動物園
- おきなわワールド
- ダチョウらんど
- 東南植物楽園
- 八重山鍾乳洞動植物園
- OKINAWAフルーツらんど
- ヤンバルクイナ生態展示学習施設
- やんばるライオン
- 平野アニマルテラス
- 亜熱帯植物楽園
- 石垣やいま村

## 閉鎖された動物園
- ジョイランド樽前(北海道)
- 日高ケンタッキーファーム(北海道)
- ホテル洞爺マザー牧場(北海道)
- 定山渓熊牧場(北海道)
- 滝川どうぶつらんど(北海道)
- 北の森ガーデン熊牧場(北海道)
- ノースサファリ大滝(旧・大滝昆虫動物王国）(北海道)
- むつ湾インターナショナル・スピードウェイ（青森県）
- むつ観光牧場(青森県)
- サラダファーム(岩手県)
- 秋田県児童会館付属動物園（秋田県）
- 秋田市児童動物園（秋田県）
- 秋田八幡平クマ牧場（秋田県）
- 山形ハワイドリームランド（山形県）
- 丸山公園(動物舎)(福島県)
- アルパカ牧場(福島県)
- 小田原動物園  - 神奈川県小田原市
- 那須アルパカ牧場（栃木県）
- 佐野サービスエリア（うさぎの国)(栃木県）
- カッパピア（サルの国）（群馬県）
- 大光院 (太田市)（呑龍公園動物園）（群馬県）
- 尾島公園(動物舎)(群馬県)
- 伊香保おもちゃと人形自動車博物館（リス園）（群馬県）
- 宝川温泉 汪泉閣(熊園)(群馬県）
- 宮沢湖なかよし動物園(埼玉県）
- 川口市立グリーンセンター（バードセンター）（埼玉県）
- だちょう牧場並木屋(埼玉県)
- いぬたま（東京都）
- 東京ムツゴロウ王国(東京都)
- ねこたま（東京都）
- 八王子牧場(東京都)
- 海の動物園(神奈川県)
- 神奈川フィッシングパーク（神奈川県）
- 世界鳥類園バードピア（神奈川県）
- 神野寺 (君津市)（千葉県）
- 行川アイランド（千葉県）
- 真岡りす村ふれあいの里(栃木県)
- アロハガーデンたてやま(千葉県)
- 天城いのしし村（静岡県）
- 加茂荘花鳥園（静岡県）
- 富士花鳥園（静岡県）
- 市立名古屋動物園（愛知県）
- 香嵐渓ヘビセンター（愛知県）
- 日本カモシカセンター（三重県）
- サニーワールド長島（三重県）
- 月岡動物園（新潟県）
- 加茂荘花鳥園(静岡県）
- 富士花鳥園(静岡県）
- みさき公園 （大阪府）
- びわ湖わんわん王国（滋賀県）
- 箕面動物園
- 堺水族館付属動物園（大阪府、猿飼育舎のみ現存）
- ひらかたパーク
- 甲子園阪神パーク（兵庫県）
- 宝塚ファミリーランド（兵庫県）
- 有馬わんわんランド（兵庫県）
- 百間山渓谷かもしか牧場（兵庫県）
- 兵庫県立赤穂海浜公園（兵庫県）
- 近鉄あやめ池遊園地（奈良県）
- 林原類人猿研究センター（岡山県玉野市）
- 鶴山動物園（岡山県）
- 一畑パーク（島根県）
- 栗林公園動物園（香川県）
- 亀山動物園(香川県)
- ニューレオマワールド（香川県）
- 愛媛県立道後動物園（愛媛県）
- 三潴町 アンデスファーム(福岡県)
- えびの牧場(宮崎県)
- 城山小動物園(宮崎県)
- 宮崎サファリパーク(宮崎県)
- ミニミニ動物園(沖縄県)